# ジェイアールバス関東佐野支店
ジェイアールバス関東佐野支店（ジェイアールバスかんとうさのしてん）は、栃木県佐野市越名町にあるJRバス関東の営業所。

## 所在地

### 佐野支店
- 栃木県佐野市越名町2043-5

### 古河営業所（旧・古河支店）
- 茨城県古河市本町一丁目1-15

### 大綱車庫（旧・古河支店大綱営業所）
- 茨城県古河市東山田4152-3

## 所属車両のナンバー

### 佐野支店
- とちぎナンバー

### 古河営業所
- つくばナンバー

## 概要

### 佐野支店

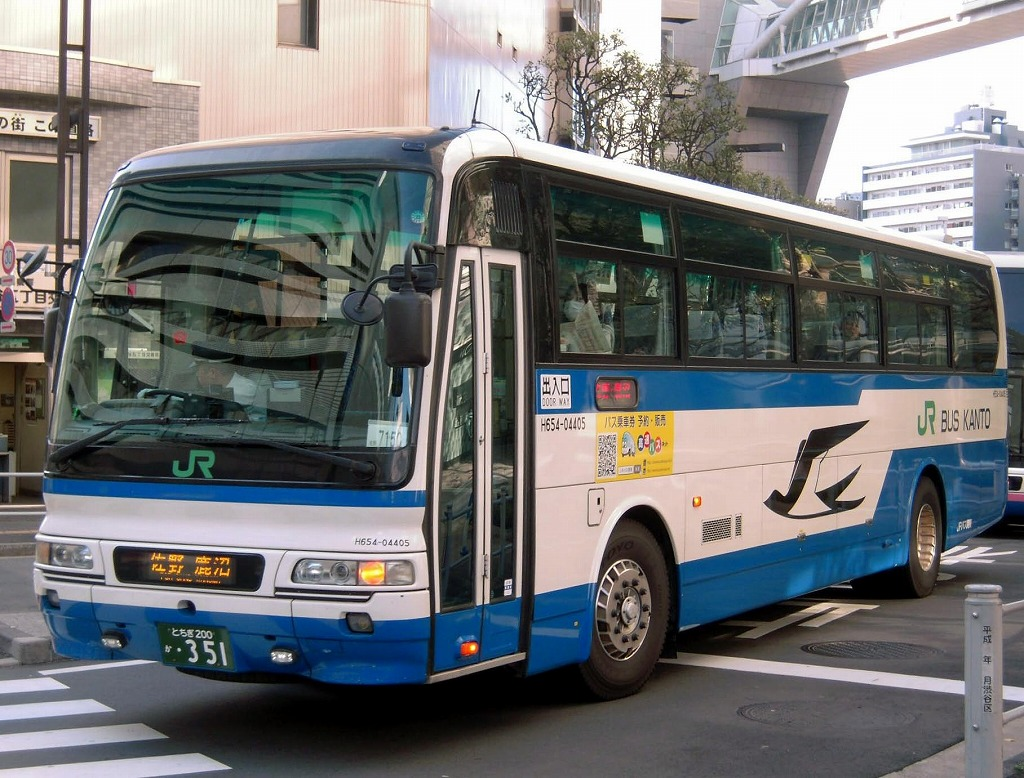
佐野支店が運行する「マロニエ新宿号」

2003年3月に開業した佐野プレミアム・アウトレットへの新宿からのアクセスとして、新宿～鹿沼・宇都宮間で運行されていた「マロニエ新宿号」を活用すべく2004年7月28日に現在の支店付近に佐野プレミアム・アウトレット停留所が設置され、停車を開始した。当初はプレハブの待合室と高速バス利用者駐車場しかなかったが、次第に利用者が増加し、2005年10月には当地を経由し、東京駅と足利駅を結ぶ「足利わたらせ号」も新たに開設され、運行本数増加と供に佐野新都心（サザンクロス佐野）バスターミナルが建設され、2007年1月16日に稼働を開始した。

同社が運行する高速バスマロニエ新宿号・マロニエ東京号が成長を続ける中、東北自動車道佐野藤岡ICにも近く、東北道を走行する高速バスの新たな運行拠点として佐野新都市バスターミナル隣接地に2009年11月1日に開設された。東京支店が備える高速バスの運行管理基地の代替機能を備える（高速バスの運行管理業務は同年11月13日より開始。

1・2階はバスの整備場と検査場、3階は事務・研修施設、4階は乗務員の休憩施設となる。大型車両の整備場として最新鋭の設備を備えた。敷地内には機械式洗車場、自家給油所を併設する。

同社では、東北自動車道沿線にある白河支店、西那須野支店、宇都宮支店、古河支店（当時）の高速バス業務を段階的に佐野支店に集約し、効率化を図っている。あぶくま号や那須･塩原号、新宿～伊勢崎線、新宿～静岡線なども担当しており、マロニエ新宿号や東京号とのネットワーク行路が組まれている。ネットワーク行路のため、東京支店の車両を使用したり、他支店の乗務員が佐野支店に乗務することもある。佐野支店の乗務員が乗務して東北道を運行する一部の便では佐野サービスエリアで乗務員交代が行なわれている。行路数が多いため、古河営業所や宇都宮支店、西那須野支店などの乗務員がしばしば助勤に来ている。

佐野支店の整備工場では傘下の古河営業所以外にも東京支店や宇都宮支店などの車両の重整備や車検も担当しており、二階建てバスから小型バスまで多彩な車両がやってくる。

佐野支店構内での車両の洗車、給油、清掃の業務はジェイアールバステックに委託している。

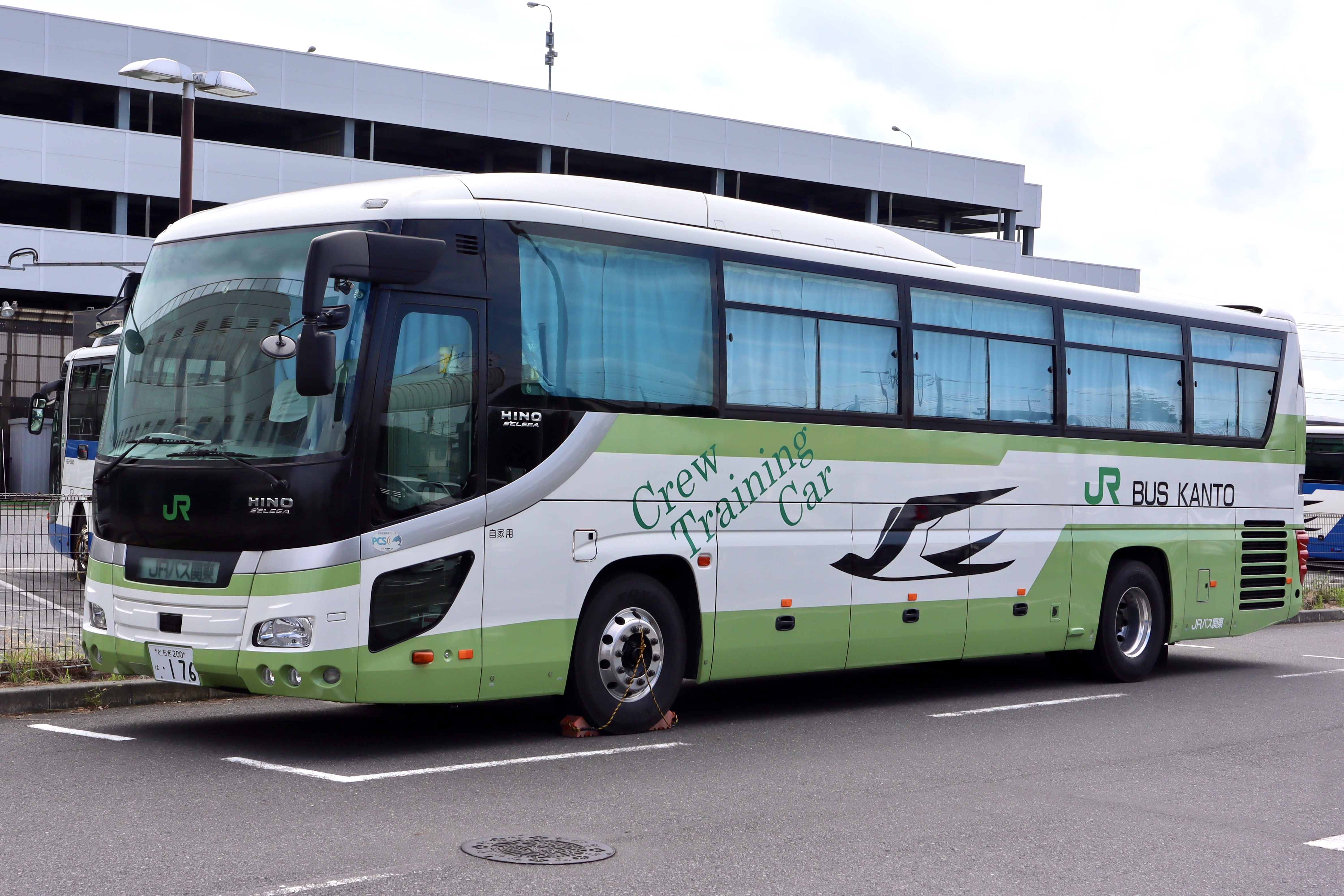
佐野支店に常駐する研修センターの訓練車

2013年6月には支店に併設される形で「安全研修センター」が設立された。同センターで使用する高速バス対応「訓練専用車」は支店に駐車しており、研修や訓練では佐野支店の車両も使用している。
佐野市のブランドキャラクターである「さのまる」のラッピングがされた高速バス「さのまる・ザ・レインボー」を2015年1月18日より佐野支店が担当する路線で首都圏各地へ運行していたが、2025年2月25をもって、「さのまる・ザ・レインボー」ラッピングを終了した。
2019年5月14日には佐野市との間で公共交通や観光振興、定住促進に関する包括連携協定を締結した。協定締結で今後さらに幅広い連携を図っていく。

同年8月27日には包括連携協定事業第一弾として「JRバス関東親子バス車庫見学会」が支店構内にて開催された。
さらに同年12月14日には佐野支店開設10周年記念イベントにてさのまるラグビー衣装お披露目式が行なわれた。
2020年4月1日より佐野市が運営していた生活路線バス「さーのって号」の田沼葛生線、植下高萩線、犬伏線、運動公園循環線の4ルートの運行受託を開始した。
佐野市では移住・定住策の一環として、JRバスで都内に通勤、通学する人に一律月5千円の奨励金を支給する支援事業を2019年10月より開始している。
2019年の台風19号では、JR両毛線において栃木市を流れる永野川が増水するなどし、足利―栃木間の14カ所で盛り土が流出するなどの被害が出た。そのため、代行バスが運行され、他支店とJRグループのバス会社（北海道、東北、西日本、中国）を中心に全国から応援車両や乗務員が駆けつけ当支店を拠点に代行バスや佐野市のボランティアバスを運行した（代行バスは2019年11月10日まで運行）。ジェイアールバス東北では代行バス車両1輌の提供とともに代行バス運行期間中のマロニエ新宿号1往復の運行を肩代わりした。また、ジェイアールバステックとジェイアール東海バスでは東名ハイウェイバスの一部の便を、西日本ジェイアールバスではグランドリーム金沢号の全区間の運行を肩代わりして代行バスの要員捻出に協力した。
佐野支店には貸切登録車も2台配置されているが、車両の世代交代があっても常に古参となった高速車を貸切登録に変更し、高速バスと貸切バスを兼務する形としているため、貸切専属車両が配置されたことがない。
本支店の職員数は75人（うち女性4人）である（2019.10.17現在）。
2020年4月1日現在、28台（高速車22台、一般車4台、貸切登録車2台）が配置されている（佐野市からの委託車両は除く）。

### 古河営業所

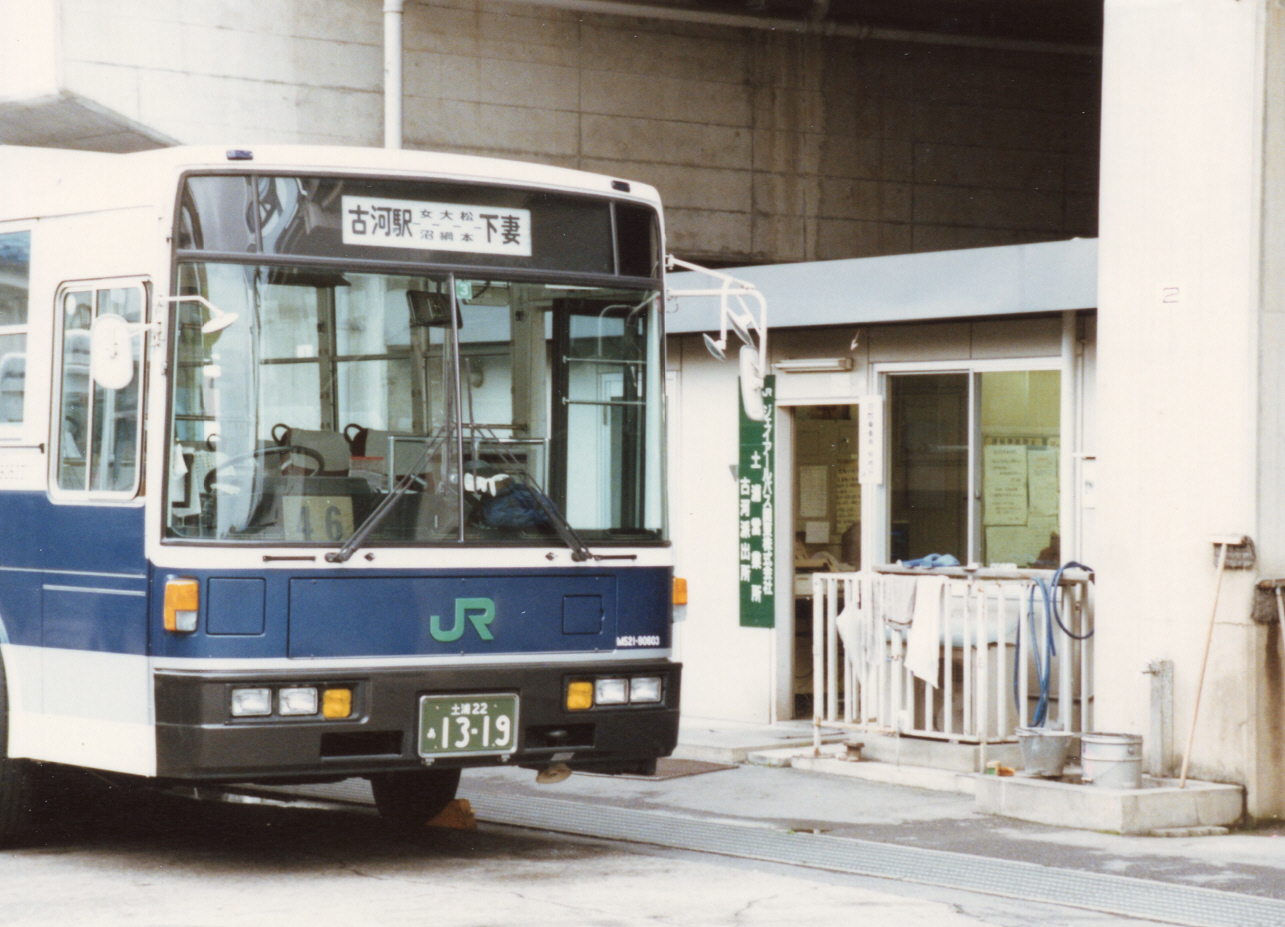
古河派出所時代

土浦支店古河営業所が2002年度に土浦支店から独立して古河支店として営業を開始した。国鉄時代より運行される南筑波線（土浦 - 古河）を受け持つが、利用者の減少から区間廃止が進み、現在では大綱 - 古河間が残る形となり「東古河妻線」と称されている。なお、古河支店が新設される前の2000年3月27日、駒羽根循環（日赤前 - 駒羽根団地 - 久能）が開業している。
古河支店の場所は、当初はJR東北本線（宇都宮線）高架下にあったが、車両管理において狭隘であることなどから、（旧）大綱営業所へ移転した。この場所は元々、転向場で乗務員休憩所しかなかったが、詰所に変更されて、営業所から支店へと大きく変化している。古河支店時代から点検・整備は佐野支店に委託している。
支店への格上げに伴い、高速バスも担当したが、つくば号や常総ルートからの撤退およびマロニエ東京号などの佐野支店への移管などによって、現在は担当していない。
2010年6月1日に古河支店が佐野支店傘下の営業所に格下げとなり、東北本線（宇都宮線）高架下を再び拠点化し、現在に至る。
一般路線は令和6年度から全区間が国土交通省の地域間幹線系統補助の対象となっている。一部区間廃止などで縮小傾向にあるが、早くからすべてのバスを乗り降りのしやすいバリアフリー対応車両で運行し、Suicaなどの交通系ICカードに対応するなどの施策も実施している。

さらに2016年12月1日から古河市の循環バス「ぐるりん号」の運行も受託しており、こちらの担当路線は徐々に増加している。一部の路線ではEVバス（電気バス）も導入されている。
古河営業所では、古河駅東口（古河営業所敷地内）にて、駐車場（自動車）、駐輪場（原付バイク・自転車）も営業している。
本営業所の職員数は25人（うち女性2人）である（2019.10.17現在）。
2020年4月1日現在、7台（一般路線車7台）が配置されている（古河市からの委託車両は除く）。

## 沿革
- 1988年（昭和63年）4月1日 - バス部門分社化により、ジェイアールバス関東土浦営業所古河派出所に改称。
- 1992年（平成4年）10月1日 - 支店制度導入により、土浦支店古河営業所に改称。
- 2002年（平成14年）4月1日 - 土浦支店古河営業所を古河支店に格上げ。同時に古河営業所大綱詰所を大綱営業所に格上げ。
- 2004年（平成16年）10月1日 - 古河支店の機能を大綱営業所に移転、大綱営業所を古河支店に改称。
- 2006年（平成18年）4月1日 - 東古河妻線（松本 - 下妻上町）廃止。
- 2009年（平成21年）11月1日 - 佐野支店開設。
- 2010年（平成22年）6月1日 - 古河支店が佐野支店傘下の営業所となり、佐野支店古河営業所に改称。
- 2013年（平成25年）9月1日 - 東古河妻線の「総和高校経由」と「北利根工業団地内バス停」を廃止。
- 2015年（平成27年）8月1日 - 古河営業所管内の一般路線でSuicaが使用可能となる（5,000円回数券の発売は前日7月31日をもって終了）[8]。
- 2016年（平成28年）3月26日 - 東古河妻線（大綱 - 松本）廃止｡ - これに伴い､八千代町が管轄エリアより外れ､運行路線が古河市のみとなった｡[9]
- 2016年（平成28年）12月1日 - 古河市コミュニティバス「ぐるりん号」の通勤通学コース、市役所本庁・病院コースを運行開始（市より運行受託）。これに伴い､19系統の大綱行きが廃止となり､35系統が平日の午前のみとなり､一般路線は3系統2路線となった｡
- 2018年（平成30年）11月 - 東古河線の柳橋バス停にサイクルアンドバスライド用の駐輪場を設置[10]。
- 2020年（令和2年）
  - 4月1日 - 佐野市生活路線バス「さーのって号」の田沼葛生線、植下高萩線、犬伏線、運動公園循環線の4ルートの運行受託を開始。
  - 12月25日 - 佐野市生活路線バス「さーのって号」にて佐野青年会議所設立55周年記念事業の「すまいるRUNプロジェクト」のラッピングバスを運行開始[11]。
- 2021年（令和3年）
  - 3月29日 - 佐野市の新しいラッピングバス（H657-19409）のお披露目を実施。
  - 4月1日 - 佐野市生活路線バス「さーのって号」をダイヤ改正を実施。平日、土休日にダイヤを分離。田沼葛生線では赤見経由とお買い物便を新設。植下高萩線では通勤通学時間帯を増便、運動公園方面への直通便を新設。犬伏線では米山南町公民館前、つみだ公園入口を経由するルートに変更。
  - 7月1日 - 境町高速バスターミナル - 東京駅線運行開始。
  - 12月20日 - 東京・土浦・水戸・鹿嶋との5支店合同で「東京駅 - 国際展示場駅 - 東京ビッグサイト - 東京港フェリーターミナル線」を運行開始。
- 2022年（令和4年）
  - 10月20日 - 新宿～伊勢崎線をダイヤ改正し、1往復をふかや花園プレミアム・アウトレットに乗り入れ、同時に同便を東京駅まで延伸した。
- 2023年（令和5年）
  - 1月1日 - 東京～境町線の運賃を改定。
  - 4月1日 - 東京～境町線の下り便を王子駅からも乗車できるように経路変更。東京・新宿～伊勢崎線をダイヤ改正し、前橋駒形（群馬中央バス前橋営業所）まで一部便を延伸、さらに東京駅発着便も増加させた。佐野市生活路線バスの時刻改正を実施。古河市コミュニティバス「ぐるりん号」の路線改変が行われ、茨城急行バスに委託されていた西コースも新たに受託した。一般路線の東古河線では、古河日赤バス停を「古河赤十字病院」に古河市役所バス停を「古河市役所総和庁舎」にそれぞれ名称変更。
- 2024年（令和6年）
  - 4月1日 - 上州ゆめぐり号の一部を完全受託。（3月31日までは乗務員のみ担当していた）
  - 10月1日 - エアポートバス東京・成田に参入。
- 2025年（令和7年）

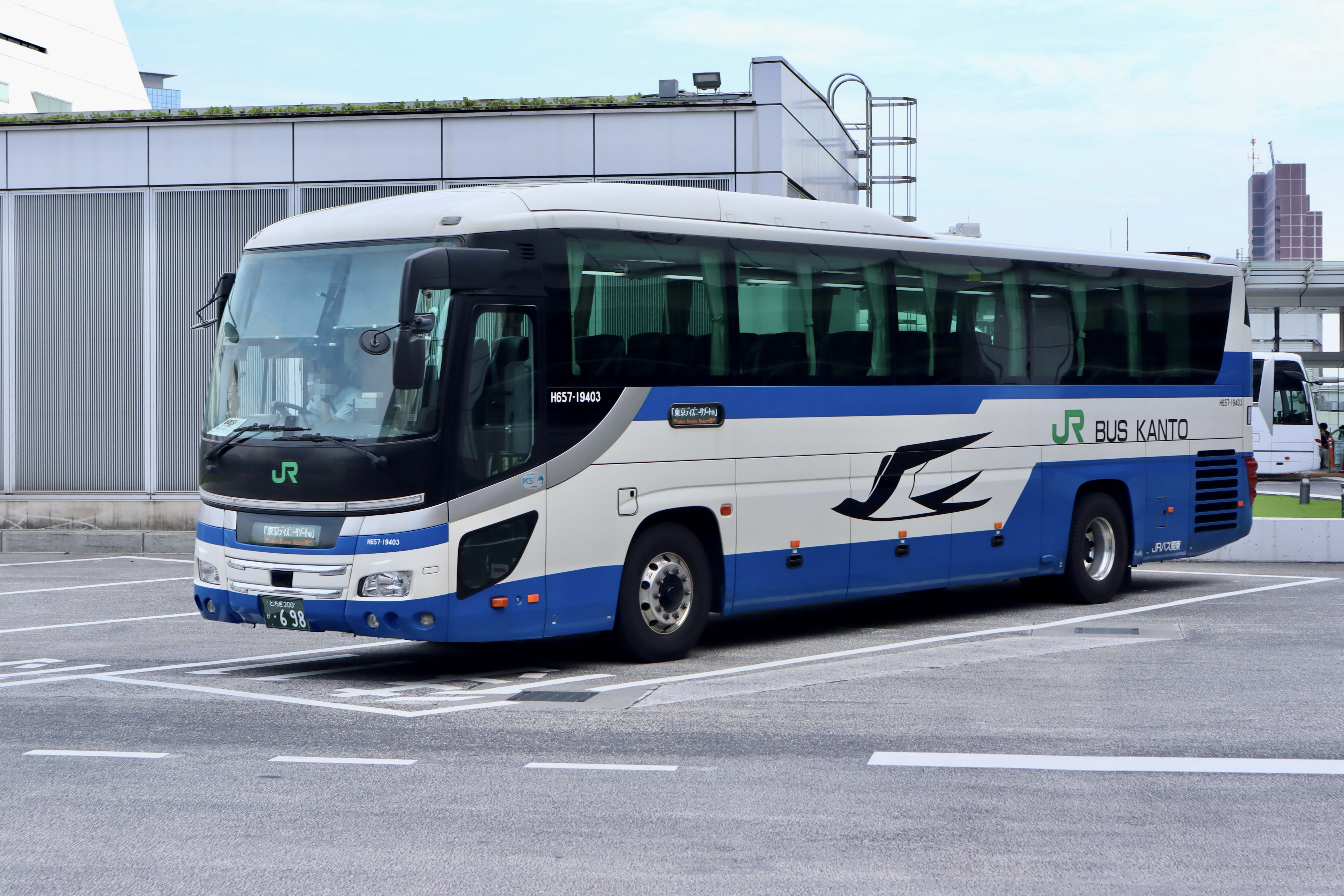
東京ディズニーリゾート行き

- - 2月25日 - 佐野市のPR「さのまる・ザ・レインボー」のラッピングを終了。
  - 6月1日　- 新宿ファンタジア号（バスタ新宿〜TDR線）参入。
  - 6月21日 - 佐野市の新ラッピング高速バス車両をお披露目。

## 現在の所管路線
※の路線ではSuica及びPASMOを利用できる。 

### 高速バス
佐野支店担当
- マロニエ新宿号※
  - マロニエ東京号※
  - ミッドナイトマロニエ号※
- 境 - 東京線※
- 新宿 - 伊勢崎線

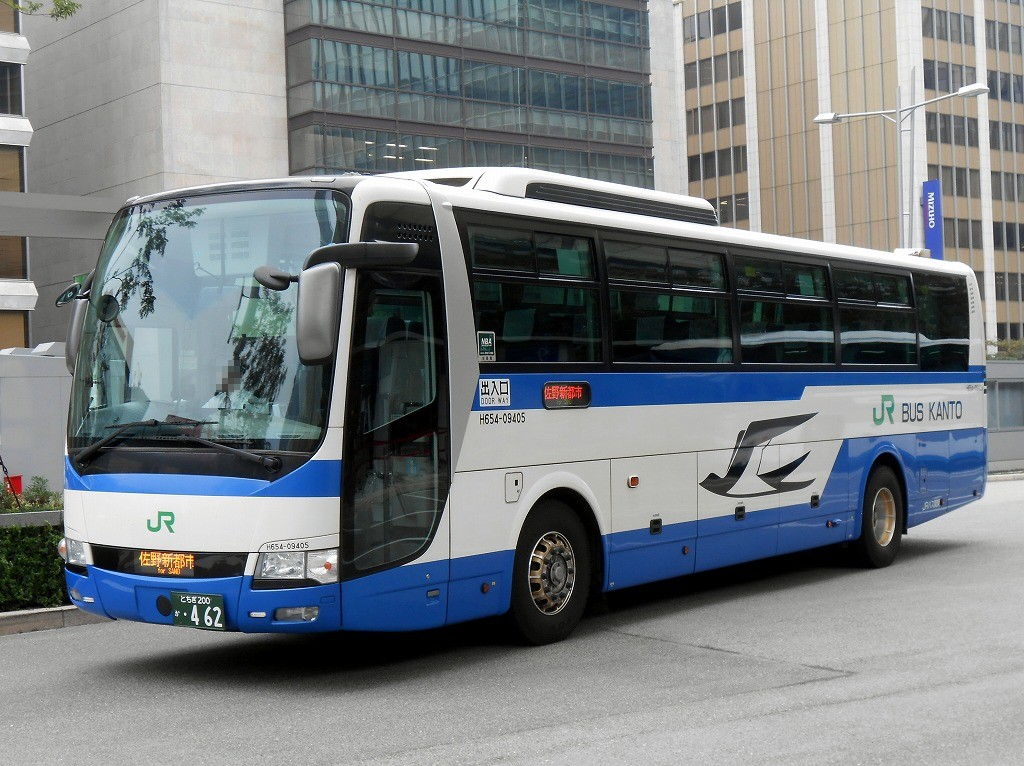
佐野支店が運行する「マロニエ東京号」

  - 東京駅・バスタ新宿・練馬駅 - ふかや花園プレミアム・アウトレット・本庄沼和田・坂東大橋北・伊勢崎市民プラザ・東京福祉大学・伊勢崎市役所・伊勢崎駅・アパホテル伊勢崎駅南・伊勢崎まちかどステーション広瀬・伊勢崎市民病院北・伊勢崎オートレース場※（1日1往復のみ）
  - （東京駅・）バスタ新宿・練馬駅 - 本庄沼和田・坂東大橋北・伊勢崎市民プラザ・東京福祉大学・伊勢崎市役所・伊勢崎駅・アパホテル伊勢崎駅南・伊勢崎まちかどステーション広瀬・伊勢崎市民病院北・伊勢崎オートレース場（・前橋駒形）※
- 新宿・静岡号 <東京支店が主管>
- 新宿 - TDR　※TDR発のみICカード対応 <東京支店が主管>
- エアポートバス東京・成田　※空港行自由席便のみICカード対応 <東京支店が主管>
- 東海道昼特急号 <東京支店が主管>
- ドリーム号 <東京支店が主管>
- 上州ゆめぐり号 <長野原支店が主管>
- 直行カシマサッカー号 <鹿嶋支店が主管>
- 夢街道会津号 <白河支店が主管>（繁忙期の続行便のみ）

### 路線バス

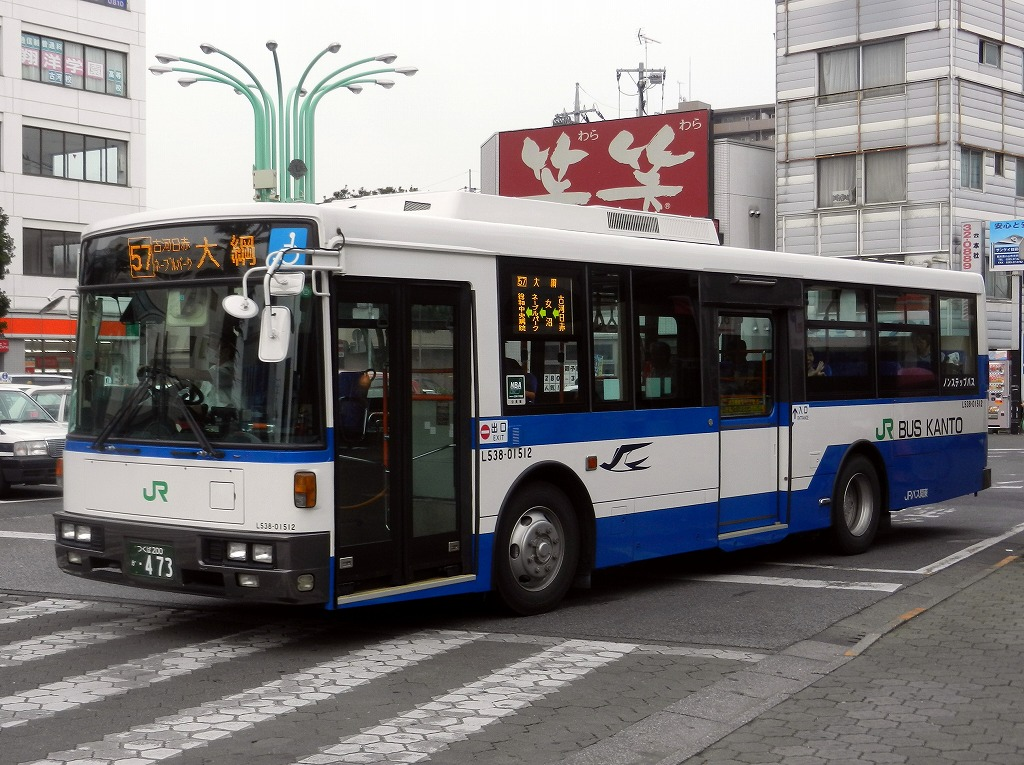
古河営業所の路線バス

古河営業所担当
- 東古河線（古河 - 大綱）※
［31］古河 → 日赤入口 → 上辺見 → 女沼 → 駒羽根 → 北利根工業団地 → 駒羽根 → 女沼 → 上辺見 → 日赤入口 → 古河（駒羽根循環・［35］運行時間帯以外）
［35］古河 → 古河赤十字病院 → 上辺見 → 女沼 → 古河市役所総和庁舎 → 北利根工業団地 → 古河市役所 → 女沼 → 上辺見 → 古河日赤 → 古河（駒羽根循環・月～金曜日の8時40分～14時30分のみ運行）
［51］古河 - 日赤入口 - 上辺見 - 女沼 - ネーブルパーク前 - 駒羽根団地 - 総和中央病院 -  久能 - 大綱
上辺見、上辺見東町の停留所は県道250号線に設置されており、類似、同名の茨城急行バスの停留所(上辺見、上辺見東)とは
1キロ程離れているので留意が必要

主に､県道250号線と56号線沿いを走る｡朝晩を除き､日中は駒羽根循環と大綱行きを毎時1本ずつ30分間隔で運行しており､大綱方面の路線は国道4号の古河小山バイパスの柳橋を経由し､終点の大綱は､かつての大綱車庫跡地である｡
 乗降方式 
- 中乗り・前降り。車椅子やベビーカーはそのまま乗降可能。

※交通系ICカードに対応
佐野支店担当
- 東京駅 - 国際展示場駅 - 東京ビッグサイト - 東京港フェリーターミナル　<東京支店が主管>

※高速バス車両で運行
 乗降方式 
- ハイデッカー車両の前降り・前降り。

※交通系ICカードに対応

### コミュニティバス
古河営業所担当
- 古河市コミュニティバス「ぐるりん号」[12]（2016年12月1日より運行受託）
［通勤通学コース］古河駅東口 - 上辺見新田 - 女沼沼田 - 女沼 - 上辺見南町 - 日赤入口 - 古河駅東口
［総和庁舎・病院コース］古河駅東口 - 旭町二丁目 - 東牛谷新田 - 中央運動公園 - 古河市役所 - 女沼宿 - 上辺見南町 - 古河駅東口
［西コース］けやき公園（静町） - イオン古河店前 - 古河駅東口 - 第六小学校前 - 雀神社前 - 古河駅西口 - 歴史博物館前 - 市役所古河庁舎 - 市立サッカー場前 - 古河病院前 - 福祉の森会館・老人福祉センター

- 乗降方式
前乗り・前降り
運賃後払い ※交通系ICカードは非対応

車両は古河市所有で西コース以外には水色の小型バス日野・ポンチョ、西コースにはEVジャパン製の電気バスのF8 series4-Mini Busを使用。整備、点検時はJRバス関東所有の中型バスを使用。
バスロケーションシステムにてバスの現在位置情報を提供している。「バスロケーションシステム」
佐野支店担当
- 佐野市生活路線バス「さーのって号」[13]（2020年4月1日より運行受託）
［田沼葛生線］5系統 佐野駅 - 道の駅どまんなかたぬま - 田沼行政センター - 葛生駅南バス回転場
［田沼葛生線］6系統 佐野駅 - 道の駅どまんなかたぬま - ベルク佐野田沼店前 - 田沼行政センター - 葛生駅南バス回転場 ※2021年4月1日運行開始
［田沼葛生線］4系統 佐野駅 - 厚生病院 - 運動公園 - 田沼行政センター - 葛生駅南バス回転場 ※2021年4月1日運行開始
［運動公園循環線］3系統 佐野駅 → 厚生病院 → 運動公園 → 佐野日大前 → 厚生病院 → 佐野駅
［植下高萩線］1系統 佐野新都市バスターミナル - イオンモール佐野新都市 - 高萩町 - 植下町 - 植野町 - 市役所前 - 佐野駅
［犬伏線］2系統 佐野新都市バスターミナル - イオンモール佐野新都市 - 米山市営住宅 - 犬伏小学校前 - 厚生病院 - 相生町 - 市役所前 - 佐野駅

- 乗降方式
前乗り・前降り
運賃先払い ※交通系ICカード使用可能
他線への乗継券100円
1日乗車券あり

車両は運行受託前より使用されていた水色の小型バス日野・ポンチョ、日野・リエッセと運行受託時に中古購入してきたJRバス関東標準カラーの中型バスいすゞ・エルガミオ、大型バスいすゞ・エルガを使用。2023年度にエルガミオの新車（佐野市購入・JRバスカラー）を1台投入。

## 過去の路線
佐野支店担当
- 東京 - 箱根線<小田急箱根高速バス> 2019年8月31日をもって路線から撤退[14]
- あぶくま号 <白河支店が主管>2021年5月31日をもって路線から撤退
- 那須・塩原号

古河営業所担当
- 東古河妻線（ユーセンター - 駐屯地正門 - 総和高校前 - 西町南）2013年9月1日廃止
- 東古河妻線（トウペ前 -ジャパンパイル前）2013年9月1日廃止
- 東古河妻線（大綱 - 松本）2016年3月26日廃止
- 東古河妻線［19］古河 → 日赤入口 → 女沼 → 駒羽根 → 北利根工業団地 → 久能 → 大綱

2016年11月末のダイヤ改正と､ぐるりん号新設により､大綱方面は51系統のみとなった｡
古河支店（当時）担当

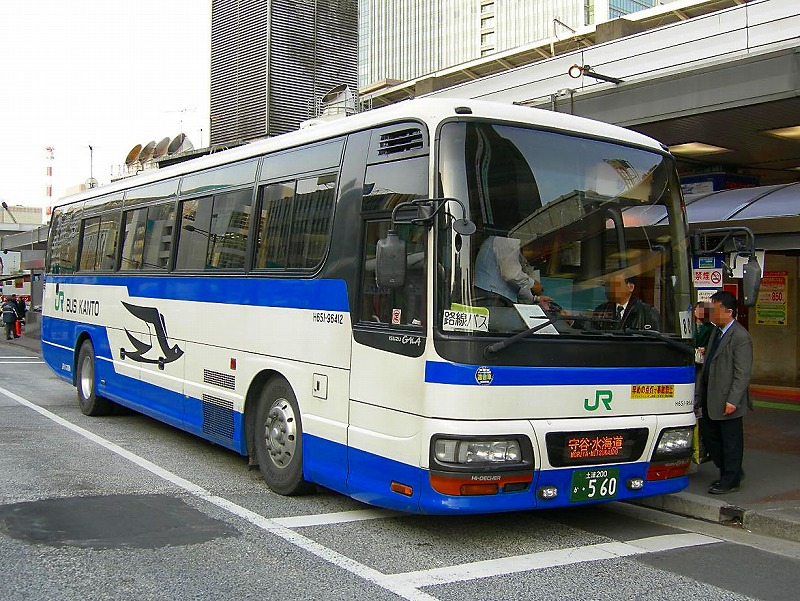
古河支店（当時）も常総ルートの一部便を担当した

- 東古河妻線（松本 - 下妻上町）2006年4月1日廃止
- 常総ルート（廃止）
- つくば号
- マロニエ新宿号（佐野支店に移管）
- マロニエ東京号（佐野支店に移管）
- 足利わたらせ号（廃止）

## 所属車両

### 佐野支店
高速車・貸切車
支店開設当初は宇都宮支店などからの転属車が中心であったが、2010年度からは新車（三菱ふそう・エアロエース、日野・セレガ）も導入されている。以前は日産ディーゼル・スペースアローも配置されていたが、老朽化に伴い廃車となっている。2023年11月に館山支店より2013年車の三菱ふそう・エアロエースが1台転属してきた。
2010年10月1日より、マロニエ新宿号およびマロニエ東京号が同社管内の高速バス路線で初めてSuica・PASMO対応となったため、所属車両にはカードリーダーが設置されている。
貸切車は貸切専属車両の配置はなく、代々、古参の高速車2台が貸切登録に変更され、貸切・高速兼用で使用されている。
コミュニティバス
受託以前から使用していた日野・ポンチョ2台と日野・リエッセ1台、さらに受託開始時に中古購入してきたいすゞ・エルガミオ3台が配置されている。全車Suica・PASMO対応のため、カードリーダーが設置されている。2023年度にいすゞ・エルガミオの新車（佐野市購入・JRバスカラー）が1台配置された。

### 古河営業所
路線車
大型車と中型車が配置されている。発足当初は基本的には土浦支店から移籍した車両ばかりであったが、2004年に日野・レインボーHRノンステップバスを新車導入した他、2010年以降、元東急バスの三菱ふそう・エアロスターを始め、日野・ブルーリボン・UDトラックス・スペースランナーUAノンステップバスが移籍した。この時点で古河営業所所属車両は全車がノンステップバスとなった。全車Suica・PASMO対応のため、カードリーダーが設置されている。
なお、かつては高速路線車も配置されていたが、路線撤退により現在は配置がなくなっている。
コミュニティバス
小型コミュニティバスは古河市所有の前ドアのみの日野・ポンチョとEVジャパン製のF8 series4-Mini Busが配置されている。

## 特記事項
- 佐野支店構内での車両の給油・清掃・洗車はジェイアールバステック佐野事業所に委託している。
- カシマサッカースタジアムでの鹿島アントラーズ主催試合の開催日に運行される「カシマサッカースタジアム号」（東京駅～カシマサッカースタジアム）の応援に入ることがある。
- 2019年に佐野市がさのまる用のラグビー仕様の衣装（ラガーシャツ）を制作し、これにジェイアールバス関東が協賛しているためジェイアールバス関東の文字も胸元などに入る[16]。
- 2019年の台風19号ではあぶくま号で運用していた車両2台が福島交通郡山支社にて水没で被災した。
- 支店敷地内で通常は高速バス利用者向けコインパーキングとしている駐車場に、新型コロナウイルス感染症 (2019年)拡大防止による都市間移動需要減少で高速バスの運行休止に伴い、使用休止となった佐野支店等の三菱ふそう製車両を疎開留置しており、2020年10月1日～18日の期間限定で、自由に撮影や車内見学できるイベントを開催した。その後も近隣イベント連携で同様のイベントを実施されることもある。
- 宇都宮支店管内のツインリンクもてぎでビッグレースが開催される日に宇都宮駅～ツインリンクもてぎ間の輸送の応援に入ることがあった（2023年8月26日をもって路線廃止）。
- 宇都宮支店管内のモビリティリゾートもてぎでビッグレースが開催される日に芳賀町工業団地管理センター前停留場（宇都宮ライトレール）～モビリティリゾートもてぎ場内間の予約制シャトルバス輸送の応援に入ることがある。